# Charles Holland (cantor)

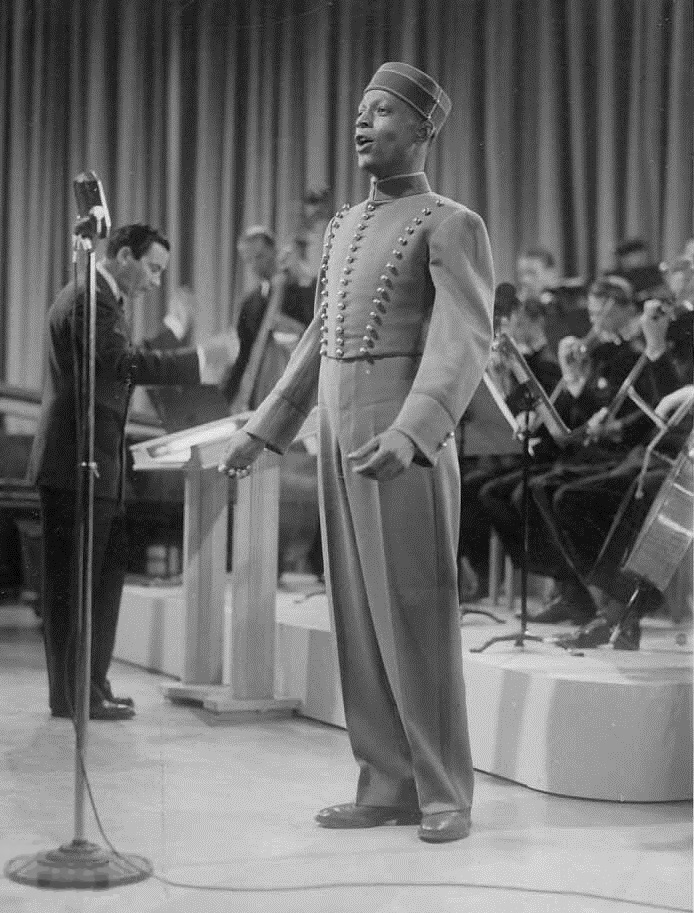
Holland como um camareiro cantante em Hullabaloo (1940)

Charles Holland (Norfolk, 27 de dezembro de 1909 – Amesterdã, 7 de novembro de 1987) foi um cantor tenor e ator americano.

## Vida e obra iniciais
Charles Holland nasceu em Norfolk, Virgínia em 27 de dezembro de 1909. Irmão mais velho do trompetista de jazz Peanuts Holland, ele começou a ter aulas de canto aos 14 anos. Na década de 1930, cantou nas orquestras de jazz de Benny Carter e Fletcher Henderson. Com este último, gravou o álbum de 1934 Harlem Madness (Victor 21699). Também atuou em teatros musicais, fez turnês com o Hall Johnson Choir e teve seu próprio programa de rádio na NBC por 13 semanas.
Holland mudou-se para Los Angeles, onde estudou com May Hamaker Henley e Georges Le Pyre, e com Clyde Burrows em Nova Iorque. Nos anos seguintes, teve papéis no drama de Marc Connelly The Green Pastures (1936, sem créditos, possivelmente como solista no Hall Johnson Choir) e no filme Hullabaloo (1940). Eventualmente, Holland mudou-se musicalmente para a música clássica, aparecendo em Four Saints in Three Acts de Virgil Thomson (1928); Run, Little Chillun de Hall Johnson (1933); e The Airborne Symphony de Marc Blitzstein (1946). Por ocasião de sua estreia em recital no the Town Hall em Nova Iorque em 1940, Ross Parmenter o elogiou no The New York Times; "um artista refinado e delicado com uma voz leve que era doce e verdadeira".

## Carreira fora dos Estados Unidos
Como as oportunidades de Holland para ter sucesso como um afro-americano no campo da música clássica eram limitadas, ele se mudou para a Europa em 1949 e, após uma curta estadia na Suécia, se estabeleceu em Paris. Ele fez sua estreia como Monostatos na The Magic Flute de Mozart no Palais Garnier em 1954 e apareceu no papel de Nadir em Les pêcheurs de perles de Bizet na Salle Favart em 1955. Ele também cantou no rádio e na televisão franceses, apareceu no papel-título de Otello de Verdi em Londres, e fez participações especiais em papéis de ópera e recitais de canções na Europa, Austrália, Nova Zelândia e Canadá. Em 1959, Holland trabalhou nos Países Baixos pela primeira vez. Seus papéis incluíam Alvaro em La forza del destino de Verdi, o papel-título em Faust de Gounod e Radamès em Aida de Verdi.

## Retorno aos Estados Unidos
O retorno de Holland à cena musical americana tornou-se possível quando ele conheceu Dennis Russell Davies em 1975. Ele então fez turnês com Davies por vários anos a partir de 1977 e gravou com sua orquestra. A ária de Jules Massenet "O Souverain" (de Le Cid), que ele interpretou em um concerto na Califórnia em 1977, inspirou Laurie Anderson a escrever sua música "O Superman". Em 1981, ele teve uma bem-sucedida aparição em concerto na cidade de Nova Iorque e estreou na Carnegie Hall em 1982. Em 1983, ele gravou um álbum de espirituais, My Lord What a Mornin', com Davies ao piano. No ano seguinte, ele fez outra turnê em Nova Iorque, recebendo uma crítica positiva do crítico do New York Times Will Crutchfield, que disse: "ele cantou com um coração pleno e com uma convicção que não precisa ceder lugar a ninguém", acrescentando que "sua voz falhou em alguns momentos; seu espírito nunca."

## Vida pessoal e família
Charles Holland era casado com Catherine e eles tinham dois filhos, Charles e Mark. Holland faleceu em 7 de novembro de 1987, em Amsterdã.

## Discografia

### Álbuns
- 1952: Charles Holland, W. A. Mozart, Orchestre de la Société des Concerts du Conservatoire (Pathé DT 1008)
- 1971: Vários artistas; Waarheen, waarvoor (Imperial 5C 052-24364)
- 1980: Vários artistas; Waarheen, waarvoor (Music for Pleasure 1A022-58016)
- 1982: Charles Holland, Dennis Russell Davies; My Lord, What a Mornin' (1750 Arch Records)
- 1988: Charles Holland, Dennis Russell Davies; L'Invitation au Voyage (Aperto)
- ?: Marco Bakker, Charles Holland, Patricia Madden, Robert Holl; Hoogtepunten uit: Les pêcheurs de perles / De parelvissers (EMI, 5C 053-24595)

### Singles & EPs
- 1941: Charles Holland, Ralph Linsley; Honor! Honor! / Talk About a Child That Do Love Jesus (RCA Victor Red Seal)
- 1954: Charles Holland, Jacqueline Bonneau; Cinq negro spirituals exaltant l'arrivée de Notre Seigneur Jésus-Christ sur la Terre (Pathé 45 ED 28)
- 1954: Charles Holland, Jacqueline Bonneau; Negro-Spirituals (Pathé 45 ED 29)
- 1970: Marco Bakker, Charles Holland; I Believe (His Master's Voice)
- ?: Charles Holland; Beautiful Bird, Sing On / In the Valley Where the Bluebirds Sing (Regal G 6454)